# Graulinster
Graulinster (luxembourgeois: Grolënster) est une section de la commune luxembourgeoise de Junglinster située dans le canton de Grevenmacher, mais une partie du village est située dans la commune de Bech dans le canton d'Echternach.